# Station Longueville
Station Longueville is een spoorwegstation aan de spoorlijn Paris-Est - Mulhouse. Het ligt in de Franse gemeente Longueville in het departement Seine-et-Marne (Île-de-France).

## Geschiedenis
Het station werd op 25 april 1857 geopend door de Compagnie des chemins de fer de l'Est bij de opening van de sectie Nangis - Chaumont. Het station werd op 11 december 1858 het beginpunt van de spoorlijn Longueville - Esternay. Sinds zijn oprichting is het eigendom van de Société nationale des chemins de fer français (SNCF).

## Ligging
Het station ligt op kilometerpunt 88,176 van de spoorlijn Paris-Est - Mulhouse.

## Diensten
Het station wordt aangedaan door treinen van Transilien lijn P tussen Paris-Est en Provins, deze treinen maken kop op dit station. Ook doen Intercités en TER Champagne-Ardenne treinen tussen dit station en Troyes het station aan.

## Vorig en volgend station
| Richting  | Vorig station | Lijn    | Volgend station            | Richting |
| --------- | ------------- | ------- | -------------------------- | -------- |
| Paris-Est | Nangis        | Trans P | Sainte-Colombe Septveilles | Provins  |